# La contessa Donelli
La contessa Donelli (Gräfin Donelli) è un film muto del 1924 diretto da Georg Wilhelm Pabst.

## Trama
Dopo la morte per suicidio del marito, la contessa Donelli - che è innamorata di Hellwig, il segretario - viene corteggiata dal conte Bergheim. Hellwig, che ha preso indebitamente del denaro per aiutare la contessa, viene ricattato dal conte che lo costringe ad andarsene. Due anni dopo, il segretario - che ha riallacciato i rapporti con la contessa - viene nuovamente minacciato da Bergheim e, nuovamente, si ritira senza alcuna spiegazione, lasciando la donna amata nella disperazione. Allora Bergheim, rendendosi conto della profondità del sentimento della contessa Donelli, accetta la propria sconfitta.

## Produzione
Il film fu prodotto dalla Ebner & Co. e dalla Maxim-Film GmbH.

## Distribuzione
Distribuito dalla Süd-Film, il film fu presentato a Berlino il 7 novembre 1924.